# Perry Broad
Perry Broad (Rio de Janeiro, 25 aprile 1921 – Düsseldorf, 28 novembre 1993) è stato un militare brasiliano.

## Biografia
Perry Broad nacque a Rio de Janeiro nel 1921 e si trasferì a Berlino con sua madre all'età di cinque anni. 
Studiò presso l'Università tecnica di Berlino e si unì alle truppe straniere delle Waffen-SS nel 1941. Nel 1942 fu inviato in servizio ad Auschwitz presso il Politische Abteilung (Dipartimento politico) come traduttore e stenografo. Vi rimase fino alla liberazione del campo, avvenuta nel 1945. Fu catturato dalle forze armate britanniche e, mentre era prigioniero di guerra, scrisse di sua iniziativa un rapporto sulle sue esperienze ad Auschwitz. 
Rilasciato nel 1947, fu nuovamente arrestato 12 anni dopo. Fu liberato nel dicembre 1960, dopo il pagamento di 50.000 marchi tedeschi a titolo di fideiussione. 
Fu arrestato ancora nel novembre 1964, come imputato nel processo di Francoforte. Dichiarato colpevole di aver controllato le selezioni a Birkenau, nonché di aver partecipato a interrogatori, torture ed esecuzioni, fu condannato a quattro anni di prigione nel 1965.